# Louis Cambier
Pour les articles homonymes, voir Cambier.
Ne doit pas être confondu avec Louis-Gustave Cambier.
Louis Nestor Albert Cambier, né à Mons, le 26 janvier 1831 et décédé à Thuin le 8 décembre 1894 fut un homme politique belge francophone libéral.
Il fut notaire.
Il fut échevin de Thuin et membre du parlement,,.